# Club Atlético de Madrid 1949-1950
Questa voce raccoglie le informazioni riguardanti il Club Atlético de Madrid nelle competizioni ufficiali della stagione 1949-1950.

## Stagione
Nella stagione 1949-1950 i colchoneros, allenati da Helenio Herrera, conquistarono il terzo titolo dopo nove anni di digiuno. In campionato l'avvio fu disastroso e vide la squadra terminare il girone d'andata all'undicesimo posto, in piena zona retrocessione con un passivo di sette sconfitte, tra cui il disastroso 6-0 incassato dal Valencia. A partire da gennaio i Rojiblancos inanellarono una serie di risultati utili consecutivi, che gli permisero di scalare la classifica fino al primo posto, grazie anche al 5-1 rifilato al Real Madrid e alla tennistica vittoria per 6-1 contro il sorprendente Deportivo La Coruña, diretto concorrente per la vittoria finale, nonché miglior difesa del campionato. Con 71 gol realizzati fu la seconda squadra più prolifica della Liga, dietro all'Atlético Bilbao a 72, contro i quali diedero vita al pirotecnico 6-6 che è ancora oggi il risultato di parità con più reti nella storia della Primera División. In Coppa del Generalísimo l'Atlético Madrid fu invece eliminato ai quarti di finale dai concittadini del Real Madrid. In Coppa Latina la squadra si presentò con una formazione rimaneggiata a causa della concomitanza del mondiale in Brasile e si classificò terza, battendo la Lazio.

## Maglie e sponsor
| Manica sinistra · Manica sinistra · Maglietta · Maglietta · Manica destra · Manica destra · Pantaloncini · Calzettoni |

## Organigramma societario
Area direttiva
- Presidente:  Cesáreo Galíndez

Area tecnica
- Allenatore:  Helenio Herrera

## Rosa
La rosa nella stagione 1949-1950
| N. |                    | Ruolo | Calciatore              |
| -- | ------------------ | ----- | ----------------------- |
| -  | Francia (bandiera) | P     | Marcel Domingo          |
| -  | Spagna (bandiera)  | P     | Alberto Pérez Zabala    |
| -  | Spagna (bandiera)  | D     | Diego Lozano            |
| -  | Spagna (bandiera)  | D     | Rafael Mújica           |
| -  | Spagna (bandiera)  | D     | Rafael García Repullo   |
| -  | Spagna (bandiera)  | D     | Juan José Mencía        |
| -  | Spagna (bandiera)  | D     | Alfonso Aparicio        |
| -  | Spagna (bandiera)  | D     | José Luis Riera         |
| -  | Spagna (bandiera)  | C     | José Hernández González |
| -  | Svezia (bandiera)  | C     | Henry Carlsson          |
| -  | Marocco (bandiera) | C     | Larbi Ben Barek         |

| N. |                      | Ruolo | Calciatore             |
| -- | -------------------- | ----- | ---------------------- |
| -  | Spagna (bandiera)    | C     | Julián Cuenca          |
| -  | Spagna (bandiera)    | C     | Alfonso Silva          |
| -  | Spagna (bandiera)    | C     | Salvador Estruch Mañez |
| -  | Argentina (bandiera) | C     | Ernesto Candia         |
| -  | Spagna (bandiera)    | C     | Juan Babot             |
| -  | Spagna (bandiera)    | A     | Adrián Escudero        |
| -  | Spagna (bandiera)    | A     | Manuel Santana Farias  |
| -  | Spagna (bandiera)    | A     | José Juncosa           |
| -  | Spagna (bandiera)    | A     | Antonio Durán          |
| -  | Spagna (bandiera)    | A     | Calsita                |
| -  | Spagna (bandiera)    | A     | Miguel González Pérez  |

## Risultati

### Primera División

#### Girone d'andata
| Arbitro: | Ramón Azón Roma |

|  |           |              |
|  | Marcatori | 48’ Carlsson |

| Arbitro: | José Barderi Gibert |

|                                          |           |                      |
| Escudero 3’ Juncosa 56’ Maciá 71’ (aut.) | Marcatori | 5’ Gamonal 83’ Bazán |

| Arbitro: | José María Rivero Lecuona |

|                      |           |  |
| Hermida 60’ Yayo 72’ | Marcatori |  |

| Arbitro: | José Fombona Fernández |

|                                                     |           |                                     |
| Ben Barek 14’, 25’, 65’ Teruel 58’ (aut.) Silva 87’ | Marcatori | 68’ Artigas 71’ (rig.) R. Hernández |

| Arbitro: | Ramón Azón Roma |

|            |           |  |
| Gaínza 21’ | Marcatori |  |

| Arbitro: | José Mazagatos Vicario |

|                                                       |           |             |
| Mújica 15’, 47’ (rig.), 86’ Juncosa 31’ Ben Barek 88’ | Marcatori | 43’ Vázquez |

| Arbitro: | José María Rivero Lecuona |

|                                                            |           |                   |
| Aparicio 1’ (aut.) Muñoz 30’ (rig.) Cabrera 82’ Pahiño 87’ | Marcatori | 20’, 52’ Escudero |

| Arbitro: | Rafael García Fernández |

|  |           |          |
|  | Marcatori | 12’ Moro |

| Arbitro: | Julián Arqué Martín |

|                                    |           |            |
| Franco 70’ (rig.), 83’ (rig.), 89’ | Marcatori | 28’ Mújica |

| Arbitro: | Francisco Bienzobas Ocariz |

|                                          |           |            |
| Carlsson 18’, 32’, 44’ Cuenca 30’ (rig.) | Marcatori | 50’ Aretio |

| Arbitro: | Rafael García Fernández |

|                                                     |           |             |
| Ontoria 26’ (rig.) Caeiro 56’ Artigas 76’ Pérez 80’ | Marcatori | 7’ Carlsson |

| Arbitro: | Rafael Tamarit Falaguera |

|                                |           |           |
| Mújica 6’, 45’ Miguel 13’, 89’ | Marcatori | 49’ Antón |

| Arbitro: | José Barderi Gibert |

|                                            |           |  |
| Seguí 22’, 41’, 67’, 85’ Igoa 40’ Mena 82’ | Marcatori |  |

#### Girone di ritorno
| Arbitro: | Fernando Aurre Larrea |

|                  |           |              |
| Calsita 59’, 78’ | Marcatori | 43’ Revuelta |

| Arbitro: | Francisco Bienzobas Ocariz |

|                         |           |                           |
| Teo 28’ Torres 82’, 88’ | Marcatori | 10’, 71’ Durán 16’ Candia |

| Arbitro: | Julián Arqué Martín |

|                                            |           |                             |
| Ben Barek 40’ Calsita 42’, 89’ Estruch 58’ | Marcatori | 39’ Sobrado 57’ (rig.) Yayo |

| Arbitro: | Francisco Echave Michelena |

|  |           |                         |
|  | Marcatori | 54’, 62’ (rig.) Estruch |

| Arbitro: | Rafael García Fernández |

|                                                                           |           |                                                       |
| Carlsson 3’ Ben Barek 16’, 84’ (rig.) Lozano 68’ Calsita 85’ Aparicio 89’ | Marcatori | 1’, 47’ Gaínza 52’, 57’ (rig.), 69’ Iriondo 65’ Zarra |

| Arbitro: | Julián Arqué Martín |

|  |           |                                  |
|  | Marcatori | 47’, 72’ Calsita 59’, 70’ Candia |

| Arbitro: | Francisco Giménez Molina |

|                                                      |           |           |
| Mújica 18’, 54’ (rig.) Juncosa 23’, 74’ Escudero 39’ | Marcatori | 30’ Narro |

| Arbitro: | José Barderi Gibert |

|  |           |            |
|  | Marcatori | 53’ Mencía |

| Arbitro: | Julián Arqué Martín |

|                                                             |           |           |
| Mújica 6’, 83’ Carlsson 12’ Escudero 14’, 85’ Ben Barek 19’ | Marcatori | 53’ Ponce |

| Arbitro: | Antonio Pérez Rodríguez |

|             |           |  |
| Giménez 31’ | Marcatori |  |

| Arbitro: | Francisco Giménez Molina |

|                                                              |           |                                      |
| Artigas 1’ (aut.) Ben Barek 34’ Mújica 55’ Escudero 66’, 78’ | Marcatori | 47’ Basabe 50’ Pérez-Payá 60’ Caeiro |

| Arbitro: | Francisco Giménez Molina |

|           |           |                                    |
| Antón 12’ | Marcatori | 48’ Silva 54’ Juncosa 76’ Escudero |

| Arbitro: | Julián Arqué Martín |

|                                                  |           |                                       |
| Ben Barek 9’, 39’ Carlsson 46’ Mújica 49’ (rig.) | Marcatori | 5’ (rig.), 60’, 78’ Igoa 65’ Puchades |

### Copa del Generalísimo
| Arbitro: | Rafael Tamarit Falaguera |

|                                |           |                                        |
| Torres 13’, 53’ Azcue 15’, 86’ | Marcatori | 51’ Escudero 64’ Ben Barek 80’ Juncosa |

| Arbitro: | José Barderi Gibert |

|                                           |           |                   |
| Ben Barek 8’, 61’ Juncosa 34’ Estruch 85’ | Marcatori | 47’ Chao 68’ Loli |

| Arbitro: | Rafael García Fernández |

|                                                                 |           |                                       |
| Montalvo 18’ (rig.) Molowny 21’, 42’ Makala 30’, 86’ Olmedo 66’ | Marcatori | 53’ Aparicio 71’ Juncosa 73’ Escudero |

| Arbitro: | Ramón Azón Roma |

|              |           |  |
| Escudero 84’ | Marcatori |  |

### Coppa Latina
| Arbitro: | Paulo de Oliveira |

|                                          |           |                            |
| Karga 16’, 88’ Doye 44’ Babot 90’ (aut.) | Marcatori | 48’ Ben Barek 77’ Carlsson |

| Arbitro: | Gabriel Tordjmann |

|                            |           |           |
| Ben Barek 10’ Escudero 16’ | Marcatori | 73’ Nyers |

## Statistiche

### Statistiche di squadra
| Competizione           | Punti | Totale | Totale | Totale | Totale | Totale | Totale | DR  |
| Competizione           | Punti | G      | V      | N      | P      | Gf     | Gs     | DR  |
| ---------------------- | ----- | ------ | ------ | ------ | ------ | ------ | ------ | --- |
| Primera División       | 33    | 26     | 15     | 3      | 8      | 71     | 51     | +20 |
| Coppa del Generalísimo | -     | 4      | 2      | 0      | 2      | 11     | 12     | -1  |
| Coppa Latina           | -     | 2      | 1      | 0      | 1      | 4      | 5      | -1  |
| Totale                 | 33    | 32     | 18     | 3      | 11     | 86     | 68     | +18 |